# Knud Vermehren
Knud Frederik Rasmus Vermehren (Copenhaguen, 19 de desembre de 1890 – Gentofte, 1 de gener de 1985) va ser un gimnasta artístic danès que va competir a començaments del segle xx.
El 1920 va prendre part en els Jocs Olímpics d'Anvers, on va guanyar la medalla d'or en el concurs per equips, sistema lliure del programa de gimnàstica.